# Anna Masius

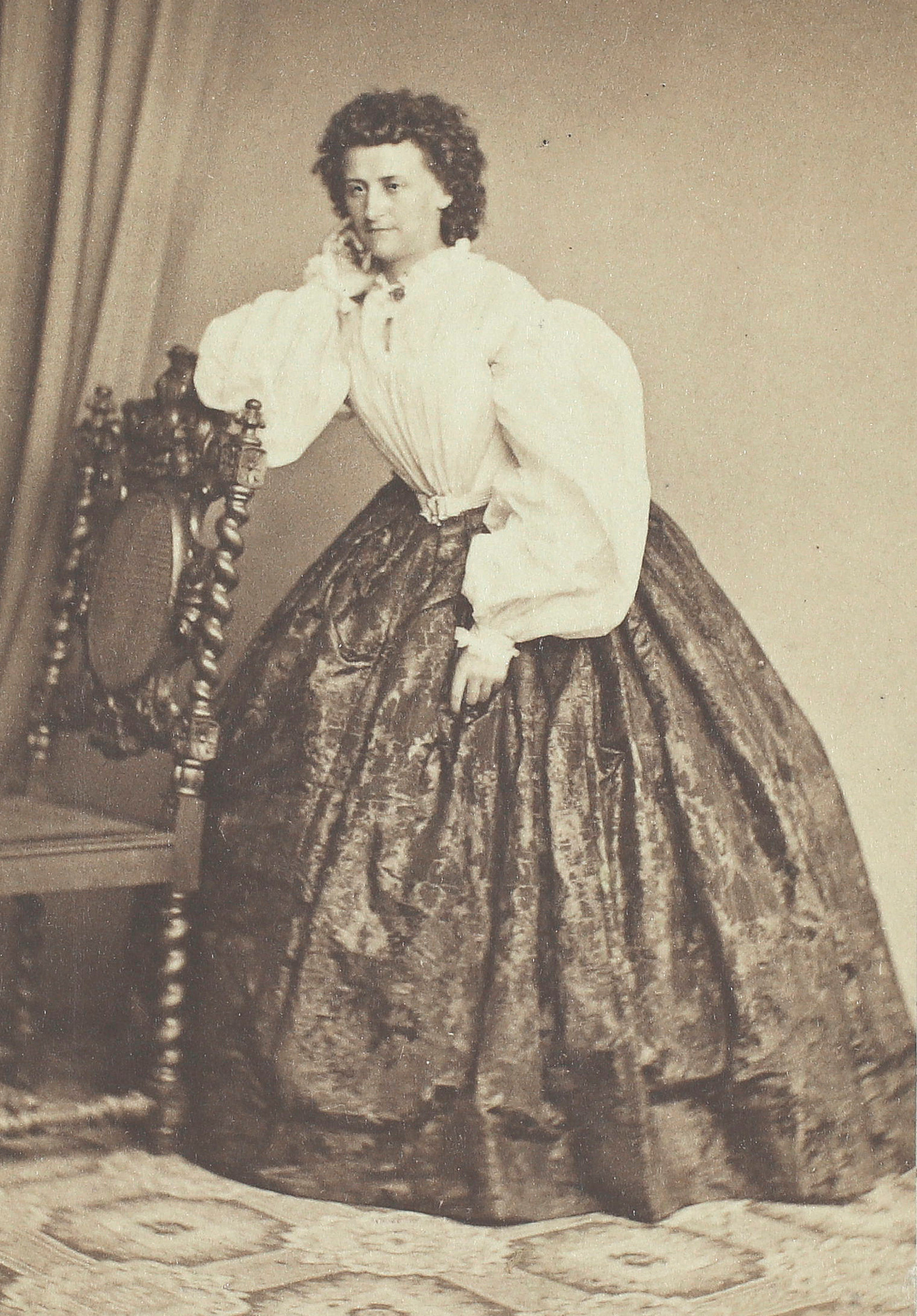
Anna Masius, ca. 1870

Anna Masius (* 1830/1832 in Leipzig; † 1. September 1909 in Göttingen) war eine deutsche Sängerin.

## Leben und Wirken
Anna Masius war im Jahr 1849 Schülerin am Conservatorium der Musik in Leipzig. In der Festschrift zum 25-jährigen Jubiläum des Conservatoriums wird sie als „Albertine Henriette Anna Masius aus Leipzig (die jetzige Frau Masius-Braunhofer, Grossh. Bad. Hofopernsängerin in Carlsruhe)“ erwähnt. Ihre Bühnenkarriere führte sie nach Dessau, Kassel, Darmstadt, Breslau, Berlin und Hamburg. Von 1864 bis 1869 war sie am Hoftheater von Karlsruhe engagiert. In erster Ehe war sie mit dem Schauspieler Julius Braunhofer (1829–1867) verheiratet und trat seitdem auch unter dem Namen Anna Braunhofer-Masius oder Masius-Braunhofer auf. Nach ihrer Heirat mit dem Bassisten Karl Brulliot (1831–1897) im Jahr 1869 verließ sie die Bühne und zog mit ihrem Ehemann nach München, wo er, wie zuvor von 1859 bis 1869 in Karlsruhe, als Regisseur tätig war.